# Ibipitanga
Ibipitanga é um município do estado da Bahia, no Brasil. Sua população em 2024 era de 14 316 habitantes.

## História
Até 1962, Ibipitanga pertencia a Ibitiara e, dessa forma, a história ibipitanguense até a sua emancipação está ligada à do município ao qual pertencia na época.
A região de Ibitiara foi colonizada no final do século XVIII, com a chegada de desbravadores portugueses que inicialmente procuravam por pedras preciosas, mas que se fixaram na região por causa dos solos férteis e pastagens para o gado.
Em 1887, foi erguida uma capela em louvor a Santa Luzia, em cujos arredores surgiu o povoado de Santa Luzia do Barro Vermelho (hoje a cidade de Ibipitanga), cujo nome foi simplificado, por volta de 1920, para Barro Vermelho.
Por meio da Lei Municipal nº 73, de 25 de janeiro de 1922, aprovada pela Lei Estadual nº 1634, de 6 de agosto de 1923, o povoado de Barro Vermelho foi elevado à categoria de distrito, subordinado ao município de Remédios (posteriormente Bom Sucesso e Ibitiara). Por meio do Decreto estadual nº 11.089, de 30 de novembro de 1938, Barro Vermelho passou a denominar-se Ibipitanga, nomenclatura oriunda do tupi que significa “barro vermelho”.
O movimento pela emancipação de Ibipitanga se iniciou na década de 1950 e teve como líderes José Hermínio de Araújo, Francisco Nestor de Araújo, Júlio de Matos Silva, Vital Rodrigues da Mata e Miguel Pereira de Oliveira, culminando na realização de um plebiscito em 6 de maio de 1962, para ouvir a opinião da população do então distrito sobre a emancipação. Com a sua aprovação, o governador Juraci Magalhães sancionou, em 16 de julho de 1962, a Lei Estadual nº 1720, por meio da qual o distrito de Ibipitanga era elevado à categoria de distrito, desmembrando-se de Ibitiara, sendo instalado em 7 de abril do ano seguinte, com a posse do primeiro prefeito, Francisco Nestor de Araújo.

## Geografia
O município de Ibipitanga possui uma área territorial de 954,373 km², está localizado no sudoeste da Bahia e possui como clima semiárido e vegetação predominante a Caatinga. Ibipitanga é banhada pelo Rio Paramirim, estando a sede municipal localizada nas margens do referido curso d'água.